# Nagybajcs
Nagybajcs is een plaats (község) en gemeente in het Hongaarse comitaat Győr-Moson-Sopron. Nagybajcs telt 928 inwoners (2006).